# 罗庄区
罗庄区是中国山东省临沂市所辖的一个市辖区。罗庄区北为兰山区，东连河东区，西连兰陵县，南连郯城县。區人民政府駐盛莊街道開元路1號。
罗庄區1994年設立，撤銷臨沂地區和縣級臨沂市，設立地級臨沂市、蘭山區、羅莊區、河東區，隸屬臨沂市。距臨沂飛機場10公里，距臨沂高鐵站25公里，距世界第七大港口青島港僅150公里，距日照、嵐山、連雲港三大港口僅百餘公里。

## 行政区划
罗庄区下辖6个街道办事处、3个镇：
罗庄街道、傅庄街道、盛庄街道、册山街道、高都街道、沂堂镇、褚墩镇和黄山镇。

## 人口
根據第七次全国人口普查數據，截至2020年11月1日零時，羅莊區常住人口679333人。

## 交通
- 206国道过境。

## 风景名胜
- 宝泉寺
- 双月湖公园
- 武河湿地公园